# Кернер

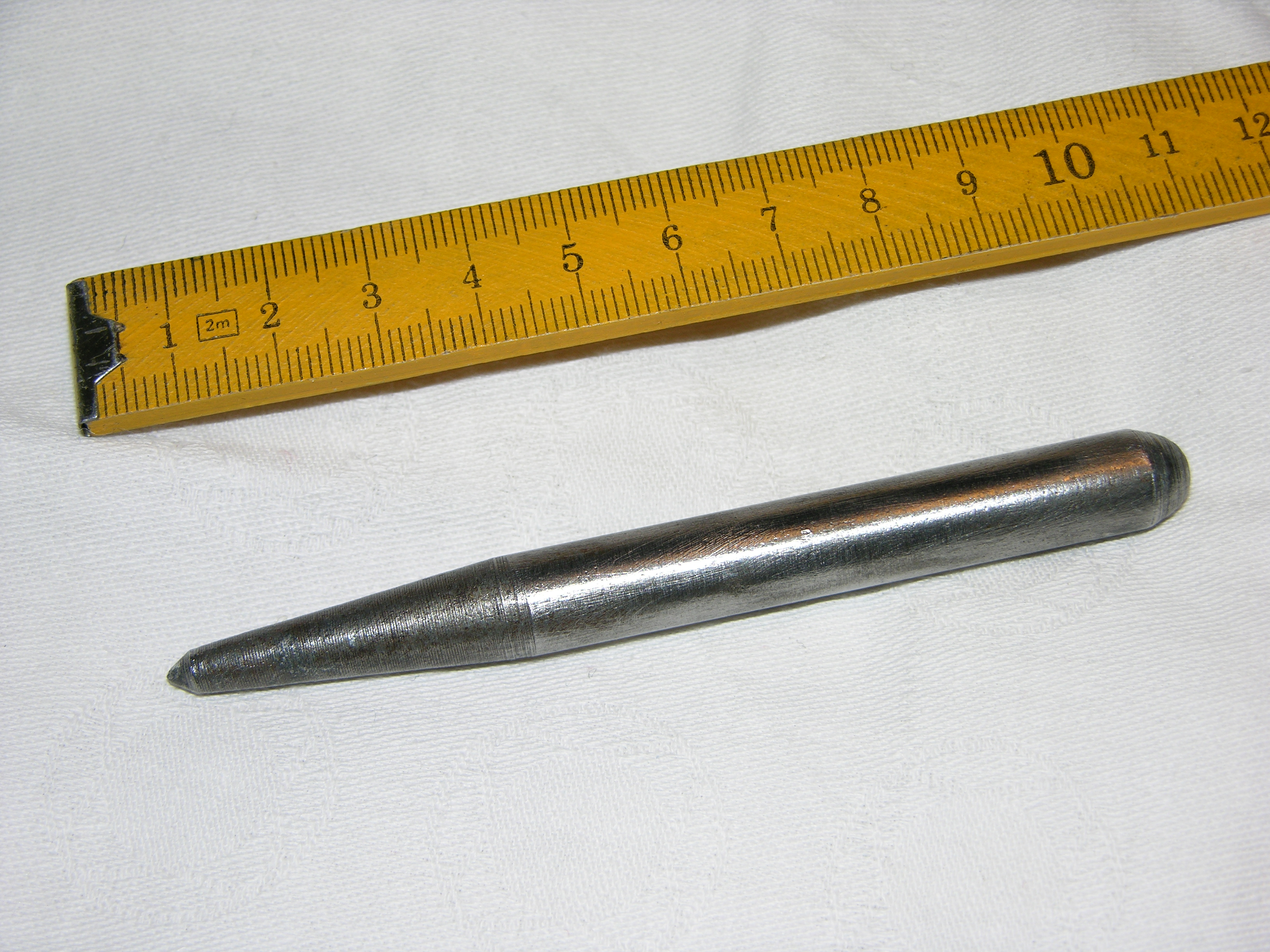
Кернер звичайний

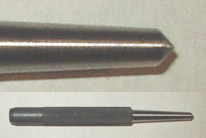
Кернер для розмічання центрів отворів під свердління

Ке́рнер (від нім. Körner m, Ankörner m) — ручний слюсарний інструмент у вигляді загостреного сталевого стрижня, яким розмічають заготовки по попередньо проведених лініях розмітки перед подальшим оброблянням, наносячи заглиблення (керни). Керни переважно роблять для того, щоб лінії розмітки були виразно помітні при подальшому обробленні а також, для уникнення прослизання свердла по поверхні матеріалу на початку свердління отвору. Це допомагає домогтися більшої точності розташування отворів при свердлінні. Керніння проводиться ударами молотка по протилежній ударній частині кернера.
Кернери виготовляють з інструментальної вуглецевої чи легованої сталей У7А, У8А, 7ХФ або 8ХФ. Робочу частину кернерів (конус) термічно обробляють на довжині 15…30 мм до твердості HRC 55…59, а ударну частине — на довжині 15…25 мм до твердості HRC 40…45. Середня частина кернера має рифлення (накатку) для зручності тримання під час роботи. Розрізняють кернери звичайні, спеціальні, пружинні (механічні), електричні тощо.

## Звичайний кернер
Звичайний кернер — це сталевий стрижень завдовжки 100, 125 або 160 мм і діаметром відповідно 8, 10 або 12 мм; його бойок має сферичну поверхню. Вістря кернера загострене на конус з кутом при вершині 50…60°. Для точнішого розмічання використовують малі кернери з вістрям, загостреним під кутом 30…45°. У кернерах для розмічання центрів отворів для свердління вістря загострюють під кутом 75°.

## Спеціальні кернери
Використання спеціальних кернерів дозволяє підвищити якість і продуктивність розмічання. Бувають:
- кернери для нанесення кернів на дузі, що мають вигляд циркуля, де замість олівця встановлений кернер;
- кернери для крокової розмітки, що складаються з двох паралельних кернерів, скріплених планкою, відстань між якими регулюється залежно від заданого кроку;
- кернери з лупою для забезпечення найкращих умов спостереження при встановленні у точку керніння.

## Пружинний кернер
Пружинний кернер застосовують для точного розмічання тонких і відповідальних виробів. Принцип його дії ґрунтується на стисканні і миттєвому звільненні пружини. Перевага такого кернера у тому, що він має можливість регулювання сили удару шляхом зміни ступеня стиснення пружини.

## Електричний кернер
У цій конструкції для створення ударного навантаження використовуються магнітне поле котушки, під дією якого ударник втягується у котушку і завдає удару по стрижню бойка. Використання такого кернера відрізняється високою продуктивністю керніння.
Крім перелічених конструкцій для керніння використовують пневматичні портативні кернери та пневматичні пістолети.